# John Stegeman
John Stegeman (Epe, 27 agosto 1976) è un allenatore di calcio ed ex calciatore olandese, di ruolo attaccante.

## Caratteristiche tecniche
Giocava come centravanti.

## Statistiche

### Statistiche da giocatore
| Stagione  | Squadra         | Partite | Gol | Competizione   |
| --------- | --------------- | ------- | --- | -------------- |
| 1995-1996 | Vitesse         | 7       | 0   | Eredivisie     |
| 1996-1997 | Helmond Sport   | 16      | 7   | Eerste Divisie |
| 1997-1998 | Go Ahead Eagles | 29      | 6   | Eerste Divisie |
| 1998-1999 | Go Ahead Eagles | 24      | 1   | Eerste Divisie |
| 1999-2000 | Go Ahead Eagles | 33      | 12  | Eerste Divisie |
| 2002-2003 | Heracles Almelo | 20      | 6   | Eerste Divisie |
| 2003-2004 | Heracles Almelo | 36      | 7   | Eerste Divisie |
| 2004-2005 | AGOVV           | 34      | 5   | Eerste Divisie |
| 2005-2006 | AGOVV           | 4       | 0   | Eerste Divisie |
| 2005-2006 | Cambuur         | 16      | 2   | Eerste Divisie |
| 2006-2007 | Cambuur         | 27      | 1   | Eerste Divisie |
| Totale    | Totale          | 246     | 47  |                |